# Unione Sportiva Foggia 2006-2007
Questa voce raccoglie le informazioni riguardanti l'Unione Sportiva Foggia nelle competizioni ufficiali della stagione 2006-2007.

## Stagione
Il Foggia nel campionato di Serie C1 2006-2007 si è classificato al quarto posto. Disputa i Play-off, superando in semifinale la Cavese, ma soccombendo nella finale, persa nel doppio confronto con l'Avellino nei tempi supplementari. Sono stati promossi il Ravenna diretto e l'Avellino che ha vinto i Play-off.
Se in campionato il Foggia ha perso per un soffio la Serie B, sul filo di lana del traguardo, i satanelli si sono rifatti in Coppa, mettendo in bacheca il trofeo della Coppa Italia di Serie C per la prima volta. Il lungo percorso che ha portato il Foggia al successo è iniziato vincendo il girone H eliminatorio con 10 punti, davanti a Giugliano, Lanciano, Val di Sangro e Giulianova. Nella fase ad eliminazione diretta nel primo turno supera nel doppio confronto il Benevento vittoria (0-2) in trasferta e sconfitta (0-1) in casa; nel secondo turno ha eliminato la Cavese pareggiando (0-0) in trasferta e vincendo (1-0) allo Zaccheria; negli ottavi di finale ha superato la Ternana con una doppia vittoria (1-0) in casa e (1-2) in trasferta; poi nei quarti di finale contro il Teramo si sono resi necessari i tempi supplementari, vittoria (1-0) in casa e sconfitta (2-1) nel ritorno, dopo i 120 minuti di gioco. In semifinale contro il Gallipoli i dauni pareggiano (0-0) in casa e vincono (1-2) in puglia, qualificandosi per la finale, nella quale hanno superato il Cuneo pareggiando (0-0) in trasferta e vincendo (3-1) in casa.

## Rosa
| N. |                   | Ruolo | Calciatore           |
| -- | ----------------- | ----- | -------------------- |
|    | Italia (bandiera) | P     | Antonio Castelli     |
|    | Italia (bandiera) | P     | Domenico Liccardi    |
|    | Italia (bandiera) | P     | Vincenzo Marruocco   |
|    | Italia (bandiera) | D     | Tommaso Colombaretti |
|    | Italia (bandiera) | D     | Salvatore D'Alterio  |
|    | Italia (bandiera) | D     | Giovanni Ignoffo     |
|    | Italia (bandiera) | D     | Giuseppe Ingrosso    |
|    | Italia (bandiera) | D     | Davide Moi           |
|    | Italia (bandiera) | D     | Luca Pagliarulo      |
|    | Italia (bandiera) | D     | Luigi Panarelli      |
|    | Italia (bandiera) | D     | Gianluca Sgarra      |
|    | Italia (bandiera) | D     | Federico Zaccanti    |
|    | Italia (bandiera) | D     | Gianluca Zanetti     |

| N. |                      | Ruolo | Calciatore             |
| -- | -------------------- | ----- | ---------------------- |
|    | Italia (bandiera)    | C     | Antonino Cardinale     |
|    | Argentina (bandiera) | C     | Franco Da Dalt         |
|    | Italia (bandiera)    | C     | Fabio Giordano         |
|    | Francia (bandiera)   | C     | David Mounard          |
|    | Italia (bandiera)    | C     | Fabio Pecchia          |
|    | Italia (bandiera)    | C     | Nicola Princivalli     |
|    | Italia (bandiera)    | C     | Marcello Quinto        |
|    | Svizzera (bandiera)  | C     | Rijat Shala            |
|    | Italia (bandiera)    | A     | Emanuele Chiaretti     |
|    | Italia (bandiera)    | A     | Stefano Dall'Acqua     |
|    | Italia (bandiera)    | A     | Salvatore Mastronunzio |
|    | Cile (bandiera)      | A     | Mario Salgado          |
|    | Italia (bandiera)    | A     | Marco Zagaria          |

## Risultati

### Campionato

#### Girone di andata
| Arbitro: | Calvarese (Teramo) |

|               |           |  |
| Chiaretti 84’ | Marcatori |  |

| Arbitro: | Forconi (Aprilia) |

|  |           |                         |
|  | Marcatori | 25’ (rig.) A. Cardinale |

| Arbitro: | Cavarretta (Trapani) |

|                |           |              |
| Dall'Acqua 79’ | Marcatori | 45’ Castaldo |

| Arbitro: | Vuoto (Livorno) |

|              |           |             |
| Varriale 81’ | Marcatori | 18’ Salgado |

| Arbitro: | Branciforte (Nuoro) |

|  |           |                                        |
|  | Marcatori | 70’ G. Zanetti 83’ Salgado 87’ Mounard |

| Arbitro: | Tommasi (Bassano del Grappa) |

|                         |           |            |
| A. Cardinale 33’ (rig.) | Marcatori | 46’ Evacuo |

| Arbitro: | Barletta (Bernalda) |

|  |           |             |
|  | Marcatori | 85’ Salgado |

| Arbitro: | La Rocca (Ercolano) |

|                              |           |  |
| A. Cardinale 44’ Mounard 70’ | Marcatori |  |

| Arbitro: | Zanardo (Conegliano Veneto) |

|            |           |                    |
| Mazzeo 20’ | Marcatori | 73’ (rig.) Salgado |

| Arbitro: | Mannella (Avezzano) |

|                               |           |              |
| Chiaretti 45’ Princivalli 90’ | Marcatori | 5’ Di Simone |

| Salerno 12 novembre 2006 11ª giornata | Salernitana      | 0 – 0 | Foggia | Stadio Arechi\| Arbitro: \| Pinzani (Empoli) \| |
| Arbitro:                              | Pinzani (Empoli) |       |        |                                                 |

| Arbitro: | Meli (Parma) |

|                           |           |  |
| Salgado 32’ Chiaretti 60’ | Marcatori |  |

| Arbitro: | Baracani (Firenze) |

|                |           |  |
| Dall'Acqua 62’ | Marcatori |  |

| Arbitro: | Palazzino (Ciampino) |

|                  |           |  |
| Tozzi Borsoi 57’ | Marcatori |  |

| Arbitro: | Baratta (Salerno) |

|              |           |            |
| Ingrosso 77’ | Marcatori | 4’ Colussi |

| Arbitro: | Valeri (Roma) |

|                         |           |  |
| Toledo 18’ Deflorio 21’ | Marcatori |  |

| Arbitro: | Paparazzo (Catanzaro) |

|             |           |           |
| Zanetti 70’ | Marcatori | 32’ Succi |

#### Girone di ritorno
| Arbitro: | Mannella (avezzano) |

|              |           |  |
| Ercolano 26’ | Marcatori |  |

| Foggia 21 gennaio 2007 19ª giornata | Foggia                 | 0 – 0 | Martina | Stadio Pino Zaccheria\| Arbitro: \| Gallione (Alessandria) \| |
| Arbitro:                            | Gallione (Alessandria) |       |         |                                                               |

| Castellammare di Stabia 28 gennaio 2007 20ª giornata | Juve Stabia           | 0 – 0 | Foggia | Stadio Romeo Menti\| Arbitro: \| Tozzi (Lido di Ostia) \| |
| Arbitro:                                             | Tozzi (Lido di Ostia) |       |        |                                                           |

| Arbitro: | Passeri (Gubbio) |

|                                            |           |  |
| Salgado 26’ Colombaretti 42’ Chiaretti 74’ | Marcatori |  |

| Arbitro: | M. Russo (Milano) |

|                             |           |  |
| Princivalli 17’ Salgado 30’ | Marcatori |  |

| Arbitro: | Barbirati (Ferrara) |

|                       |           |  |
| Garzon 31’ Evacuo 57’ | Marcatori |  |

| Arbitro: | Pecorelli (Arezzo) |

|                               |           |             |
| Princivalli 72’ Chiaretti 78’ | Marcatori | 41’ Docente |

| Arbitro: | Tommasi (Bassano del Grappa) |

|                  |           |             |
| Bellè 31’ (rig.) | Marcatori | 28’ Pecchia |

| Arbitro: | Valeri (Roma) |

|             |           |                                        |
| Salgado 22’ | Marcatori | 70’ Pellecchia 73’ Mazzeo 90+3’ Rubino |

| Arbitro: | Pinzani (Empoli) |

|                |           |             |
| Giovannini 81’ | Marcatori | 33’ Salgado |

| Arbitro: | Didato (Agrigento) |

|                                                |           |  |
| Salgado 10’ (rig.) Pecchia 85’ Chiaretti 90+5’ | Marcatori |  |

| Arbitro: | Zanardo (Conegliano Veneto) |

|                     |           |              |
| Bono 73’ Amodeo 79’ | Marcatori | 3’ Chiaretti |

| Arbitro: | Zanichelli (Genova) |

|                        |           |                                        |
| G. Abate 32’ Villa 85’ | Marcatori | 1’ Pecchia 29’ Princivalli 80’ Salgado |

| Arbitro: | Baracani (Firenze) |

|             |           |  |
| Pecchia 69’ | Marcatori |  |

| Arbitro: | Gallione (Alessandria) |

|  |           |                              |
|  | Marcatori | 30’ Salgado 80’ Mastronunzio |

| Arbitro: | Cavarretta (Trapani) |

|               |           |  |
| Ignoffo 90+3’ | Marcatori |  |

| Arbitro: | Pinzani (Empoli) |

|                        |           |             |
| Chianese 71’ Succi 78’ | Marcatori | 68’ Ignoffo |

### Play Off

#### Semifinali
| Arbitro: | Barletta (Bernalda) |

|                                                                            |           |                        |
| A. Cardinale 7’ Mastronunzio 75’, 77’ Salgado 85’ (rig.) Princivalli 90+5’ | Marcatori | 5’ Alfano 28’ Schetter |

| Arbitro: | Cavarretta (Trapani) |

|                                        |           |                    |
| Cipriani 37’ Tatomir 56’ Tarantino 77’ | Marcatori | 90+5’ Mastronunzio |

#### Finale
| Arbitro: | Scoditti (Bologna) |

|             |           |  |
| Salgado 68’ | Marcatori |  |

| Arbitro: | Tommasi (Bassano del Grappa) |

|                                                      |           |  |
| Rivaldo 88’ Biancolino 96’ (rig.) Evacuo 119’ (rig.) | Marcatori |  |

### Coppa Italia di Serie C

#### Girone H
| Arbitro: | Manna (Isernia) |

|  |           |                                |
|  | Marcatori | 53’ Salgado 90+1’ Colombaretti |

| 27 agosto 2006 2ª giornata |  | – Turno di riposo Foggia |  |  |

| Arbitro: | Vallesi (Ascoli Piceno) |

|  |           |                       |
|  | Marcatori | 77’ (rig.) Dall'Acqua |

| Arbitro: | Viti (Campobasso) |

|                                         |           |  |
| Mounard 5’ A. Cardinale 27’, 48’ (rig.) | Marcatori |  |

| Arbitro: | Prato (Lecce) |

|                        |           |                     |
| Princivalli 80’ (rig.) | Marcatori | 33’ (rig.) Flaminio |

#### Fase ad eliminazione
| Arbitro: | Passeri (Gubbio) |

|  |           |                       |
|  | Marcatori | 13’, 24’ Colombaretti |

| Arbitro: | Tagarelli (Termoli) |

|  |           |                   |
|  | Marcatori | 16’ (rig.) Polani |

| Cava de' Tirreni 22 novembre 2006 3º turno - Andata | Cavese              | 0 – 0 | Foggia | Stadio Simonetta Lamberti\| Arbitro: \| Barletta (Bernalda) \| |
| Arbitro:                                            | Barletta (Bernalda) |       |        |                                                                |

| Arbitro: | Spadaccini (Vasto) |

|             |           |  |
| Zanetti 82’ | Marcatori |  |

| Arbitro: | Lupo (Matera) |

|             |           |  |
| Salgado 74’ | Marcatori |  |

| Arbitro: | La Rocca (Ercolano) |

|             |           |                         |
| Pacilli 29’ | Marcatori | 77’ Zagaria 83’ Salgado |

| Arbitro: | Ferraioli (Nocera Inferiore) |

|               |           |  |
| Panarelli 65’ | Marcatori |  |

| Arbitro: | Peruzzo (Schio) |

|                    |           |               |
| Baldi 70’ Bono 94’ | Marcatori | 120’ Castelli |

| Foggia 7 marzo 2007 Semifinale - Andata | Foggia            | 0 – 0 | Gallipoli | Stadio Pino Zaccheria\| Arbitro: \| Forconi (Aprilia) \| |
| Arbitro:                                | Forconi (Aprilia) |       |           |                                                          |

| Arbitro: | C. Russo (Nola) |

|                 |           |                       |
| G. Califano 45’ | Marcatori | 29’ Ignoffo 89’ Shala |

#### Finale
| Cuneo 11 aprile 2007 Andata | Cuneo                | 0 – 0 | Foggia | Stadio Fratelli Paschiero\| Arbitro: \| Cavarretta (Trapani) \| |
| Arbitro:                    | Cavarretta (Trapani) |       |        |                                                                 |

| Arbitro: | Tommasi (Bassano del Grappa) |

|                                           |           |            |
| Giordano 11’ Maunard 16’ Mastronunzio 48’ | Marcatori | 88’ Iacona |